# Davy Pröpper
David Petrus Wenceslaus Pröpper (* 2. září 1991 Arnhem) je nizozemský profesionální fotbalista, který hraje na pozici středního záložníka za nizozemský klub Vitesse. Svoji hráčskou kariéru ukončil v lednu 2022 v nizozemském klubu PSV Eindhoven, v lednu 2023 se k fotbalu vrátil. Mezi lety 2015 a 2019 odehrál 19 utkání v dresu nizozemské reprezentaci, ve kterých vstřelil 3 branky.

## Klubová kariéra
Profesionální fotbalovou kariéru zahájil ve Vitesse, klubu z Arnhemu. V roce 2015 přestoupil do PSV Eindhoven. V letním přestupovém okně roku 2017 přestoupil do anglického klubu Brighton & Hove Albion, nováčka Premier League 2017/18. Cena přestupu se uváděla cca 6 milionů £.

## Reprezentační kariéra
Davy Pröpper byl členem nizozemských mládežnických výběrů od kategorie U17.
V A-mužstvu Nizozemska debutoval pod trenérem Guusem Hiddinkem 5. 6. 2015 v přátelském zápase v Amsterdamu proti reprezentaci USA (porážka 3:4).